# 伯镇
伯镇（法語：Beux，法語發音：[bø]；洛林语：Bieu）是法国摩泽尔省的一个市镇，属于梅斯区。

## 地理
伯村（48°59'58"N, 6°19'0"E）面积5.03 平方千米，位于法国大東部大區摩泽尔省，该省份为法国东北部内陆省份，是洛林的一部分，西南接默尔特-摩泽尔省，东临下莱茵省，北与卢森堡和德国接壤。
与伯村接壤的市镇（或旧市镇、城区）包括：奥布、比希、吕皮、蓬图瓦、雷米伊、索尔努瓦地区西利。
伯村的时区为UTC+01:00、UTC+02:00（夏令时）。

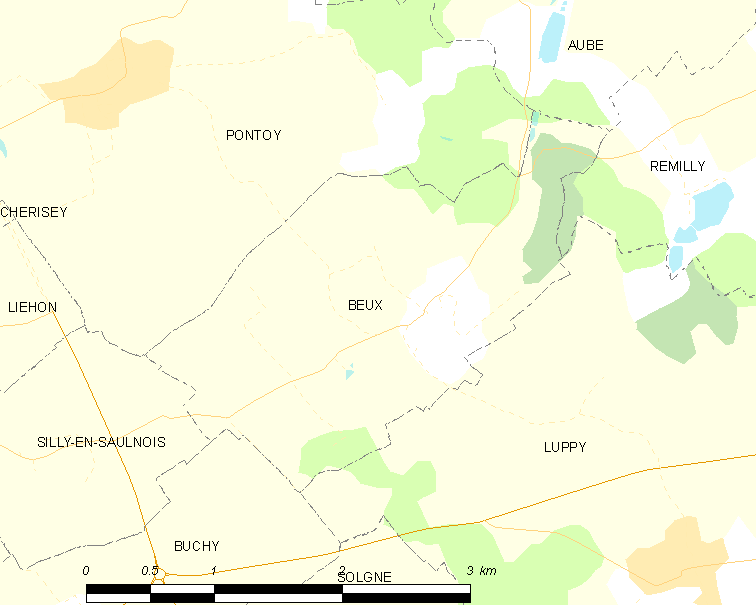
伯村的OSM定位图

## 行政
伯村的邮政编码为57580，INSEE市镇编码为57075。

## 政治
伯村所属的省级选区为福尔克蒙县。

## 人口

1962-2008年间伯村人口变化图示

伯村于2022年1月1日时的人口数量为297人。